# Dainis Dravins
Dainis Dravins, född 1949, är astronom. Sedan 1984 är han professor i astronomi vid Lunds universitet, men har periodvis verkat även vid flera andra forskningsinstitut, bland annat Europeiska sydobservatoriets (ESO) anläggningar i Tyskland och Chile. 
Han är medlem i LFS och KVA.
Efter grundutbildning vid universiteten i Lund och Uppsala samt forskarstudier i Lund och vid Caltech i Kalifornien disputerade han 1974 på en avhandling om magnetiska strukturer på solen. Han blev 1987 invald som ledamot av Kungliga Vetenskapsakademien samt 1992 utländsk ledamot av Lettlands vetenskapsakademi.
Hans arbeten innefattar astronomiska observationer med ofta nyutvecklade metoder för att genom förbättringar i vinkel-, våglängds- eller tidsupplösning möjliggöra utforskning av nya domäner av astrofysiken. Från sina tidiga solobservationer har han hämtat erfarenheter som väglett utveckling av metoder för att ”se” detaljer även på ytorna av andra stjärnor. Arbetena innefattar spektroskopi av solen och solliknande stjärnor observerade från marken och från rymden, bestämning och uttolkning av exakta våglängder i astronomiska spektra, metoder att söka efter exoplaneter, fotometri genom jordens atmosfär, optisk interferometri över långa baslinjer, kvantoptik samt astrobiologi, med mera.
Inom internationella verksamheter har han innehaft ett flertal förtroendeuppdrag inom organ som ESO, ESA med flera, till exempel som president för Internationella astronomiska unionen (IAU), sektionen för stjärnor. Han medverkade i att omvandla en militär anläggning från kalla krigets dagar till ett civilt radioastronomiskt institut i Lettland, Ventspils International Radio Astronomy Center (VIRAC). 1998 erhöll han Lettlands vetenskapsakademis stora medalj för “väsentliga bidrag till utvecklandet av internationella vetenskapliga samarbeten”.   